# Krinning (Hauzenberg)
Krinning ist ein Gemeindeteil der Stadt Hauzenberg im niederbayerischen Landkreis Passau.

## Lage
Das Dorf Krinning liegt im Übergangsgebiet vom Abteiland in die Wegscheider Hochfläche etwa fünf Kilometer nordöstlich von Hauzenberg an der Staatsstraße 2128.

## Geschichte
Das Gebiet gehörte ursprünglich den Benediktinerinnen vom reichsunmittelbaren Kloster Niedernburg, das 1161 dem Hochstift Passau unterstellt wurde. 1262 verzichteten die Brüder Albert und Reichker von Bärnstein zu Gunsten des Bischofs Otto von Lonsdorf auf zwei Güter in Chrinninge, die der Bischof sodann an Heinrich von Hartheim und 1264 an die Klosterfrauen von Niedernburg gab. Gleichzeitig wurden diese Güter der Gerichtsbarkeit des Klosters unterstellt, mit Ausnahme der schweren Verbrechen. Krinning gehörte zum Amt Kellberg des Landgerichtes Oberhaus und bestand 1787 aus fünf Anwesen. Das Hochstiftes Passau wurde mit dem größten Teil des hochstiftischen Gebietes 1803 zugunsten Ferdinands von Toskana säkularisiert und fiel erst mit den Friedensverträgen von Brünn und Preßburg 1805 an Bayern.
Krinning gehörte ab 1806 zum königlich bayerischen Landgericht Wegscheid und wurde Teil der Gemeinde Oberneureuth. Das Schulhaus der Gemeinde wurde 1832 in Krinning erbaut und wiederholt vergrößert. Bei der Auflösung der Gemeinde Oberneureuth im Zuge der Gebietsreform in Bayern am 1. Mai 1978 gelangte Krinning zum soeben zur Stadt erhobenen Hauzenberg, während Oberneureuth in die Gemeinde Sonnen eingegliedert wurde. 2012 schloss die Grundschule Krinning ihre Pforten.

## Baudenkmäler
- Filialkirche St. Gunther. Sie wurde 1961 nach den Plänen von Alfons Hornsteiner von der Baufirma Leopold Schramm in Hauzenberg erbaut. Die drei Figuren (Jesus der Gekreuzigte, St. Maria und St. Gunther) wurden von Bildhauer Fritz Schuster aus Grainet angefertigt.

## Vereine
- Frauenbund Krinning